# Katzenfell

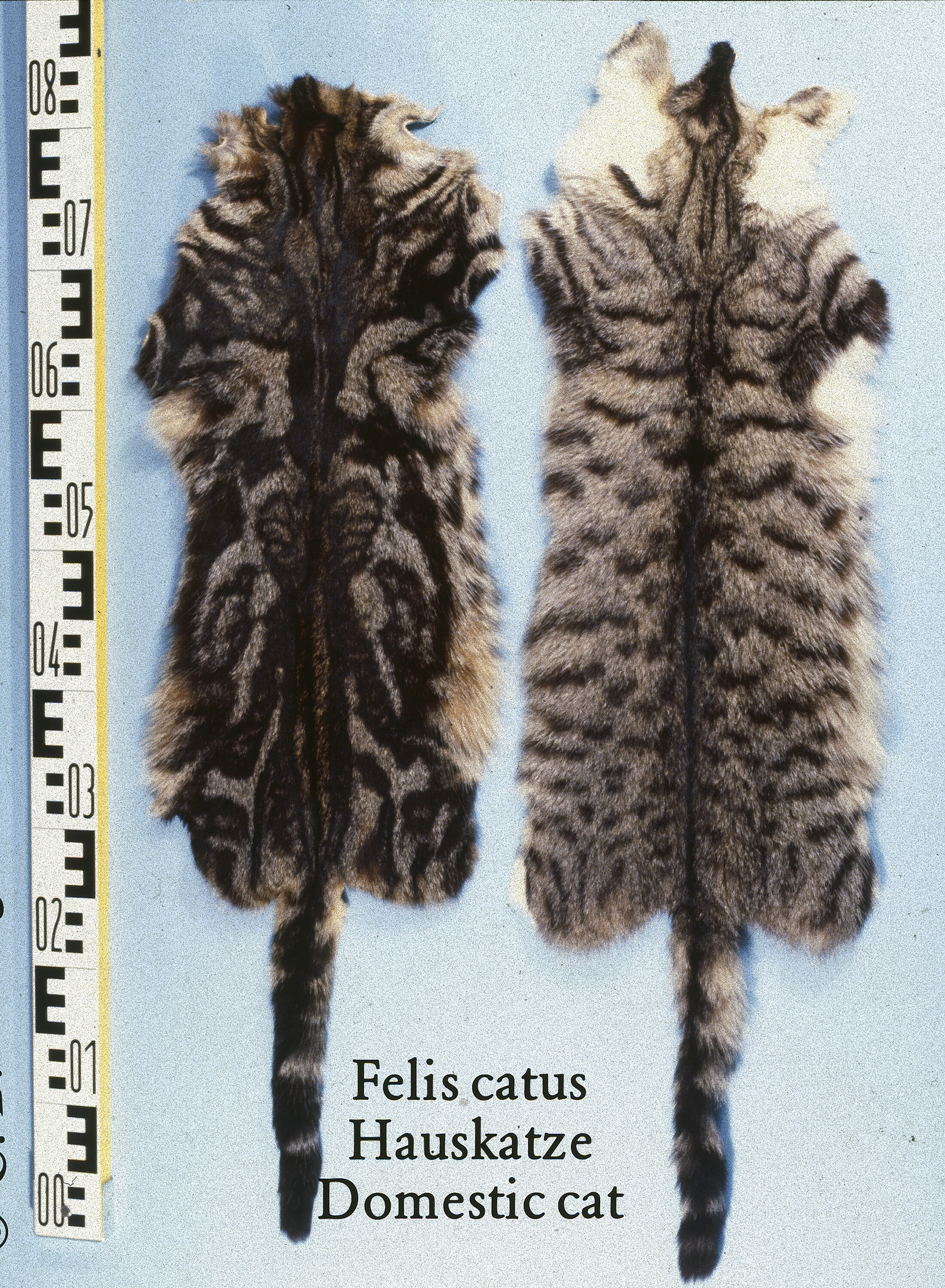
Hauskatzenfelle. Links Marmorkatze, rechts Zyperkatze

Ein Katzenfell ist die behaarte Haut der Hauskatze. In ihrer Eigenschaft als Handelsartikel waren bis in die Zeit nach dem Zweiten Weltkrieg (1939–1945) Pelze aus Katzenfell relativ häufig. Bis zum Ersten Weltkrieg (1914–1918) wurden Katzenfelle, neben der Verwendung bei Rheumaerkrankungen (als Leibwärmer), fast ausschließlich für Innenfutter in so genannten „Gehpelzen“ verarbeitet, erst später erfolgte in größerem Ausmaß die Verwendung zu Damen-Außenpelzen. 1970 hieß es noch:

„Im Gegensatz zu den Hunden sind unsere Katzen, die Pussis und Peters und wie sie sonst heißen mögen, recht angesehene Pelztiere.“

Im Jahre 2002 haben die deutschen Pelzfachverbände für ihre Mitglieder mit Rücksicht auf die aufgekommene Diskussion in den westlichen Ländern erklärt, auf den Handel mit Hundefellen und Hauskatzenfellen zu verzichten (zusammen mit dem Welt-Pelzdachverband IFF – International Fur Federation).
Die Verordnung (EG) Nr. 1523/2007 des Europäischen Parlaments und des Rates vom 11. Dezember 2007 verbietet inzwischen das Inverkehrbringen sowie die Ein- und Ausfuhr von Katzen- und Hundefellen sowie von Produkten, die solche Felle enthalten, in die bzw. aus der Gemeinschaft; Ausnahmen können zugelassen werden. Die Verordnung trat am 31. Dezember 2008 in Kraft; die Durchführung regelt in Deutschland das Tiererzeugnisse-Handels-Verbotsgesetz mit Eingriffsbefugnissen für Polizeibehörden und Bußgeldandrohungen.

## Vorkommen
Unter dem Begriff Katzenfell werden alle Felle domestizierter Katzen jeglicher Rasse zusammengefasst, sowie Felle der verwilderten Hauskatzen (im Gegensatz dazu siehe → Wildkatzenfell). Ihre Verbreitung erstreckt sich über alle Kontinente mit Ausnahme des Hohen Nordens, vor allem in den gemäßigten Zonen.

## Fell
Der Züchter unterscheidet zwischen Kurzhaarrassen und Langhaarrassen. Nahezu ausschließlich wurde das Fell der weit häufigeren Kurzhaarrassen für die Pelzverarbeitung genutzt. Das sehr attraktive langhaarige Fell der Angorakatze wurde jedoch nicht verwendet, da dieses nur wenig Stand besitzt und als wenig haltbar gilt.
Das kurze, kräftige Haar dieser Arten ist gleichmäßig verteilt, weich und dicht, bei Sommerfellen mitunter spießig. In der Rückenmitte, dem Grotzen, steht das Haar ein wenig über, ein Merkmal der meisten Katzenartigen. Das Unterhaar ist vorwiegend weich und dicht.
Es bestehen zahlreiche Tönungen und Nuancierungen. Die Grundfarben sind schwarz, grau, rötlich-gelb, weiß, teilweise durchsetzt mit vielfach unterschiedlicher Musterung. Der Schwanz ist im Allgemeinen der Körperfarbe angeglichen, doch gibt es auch Abweichungen, beispielsweise schneeweiße Katzen mit schwarzem Schwanz.
In einer Einteilung der Pelzarten in die Haar-Feinheitsklassen seidig, fein, mittelfein, gröber und hart wird das Haar der Hauskatze als mittelfein eingestuft. Das Fell der Katze nutzt sich stärker ab, was sich vor allem beim Gebrauch als Pelzfutter negativ bemerkbar machen kann. Der Grad der Haarung ist auch vom Zurichtverfahren abhängig, dem das einzelne Fell unterworfen wurde. Der Haltbarkeitskoeffizient für Katzenfelle wird mit 50 bis 60 Prozent angegeben.

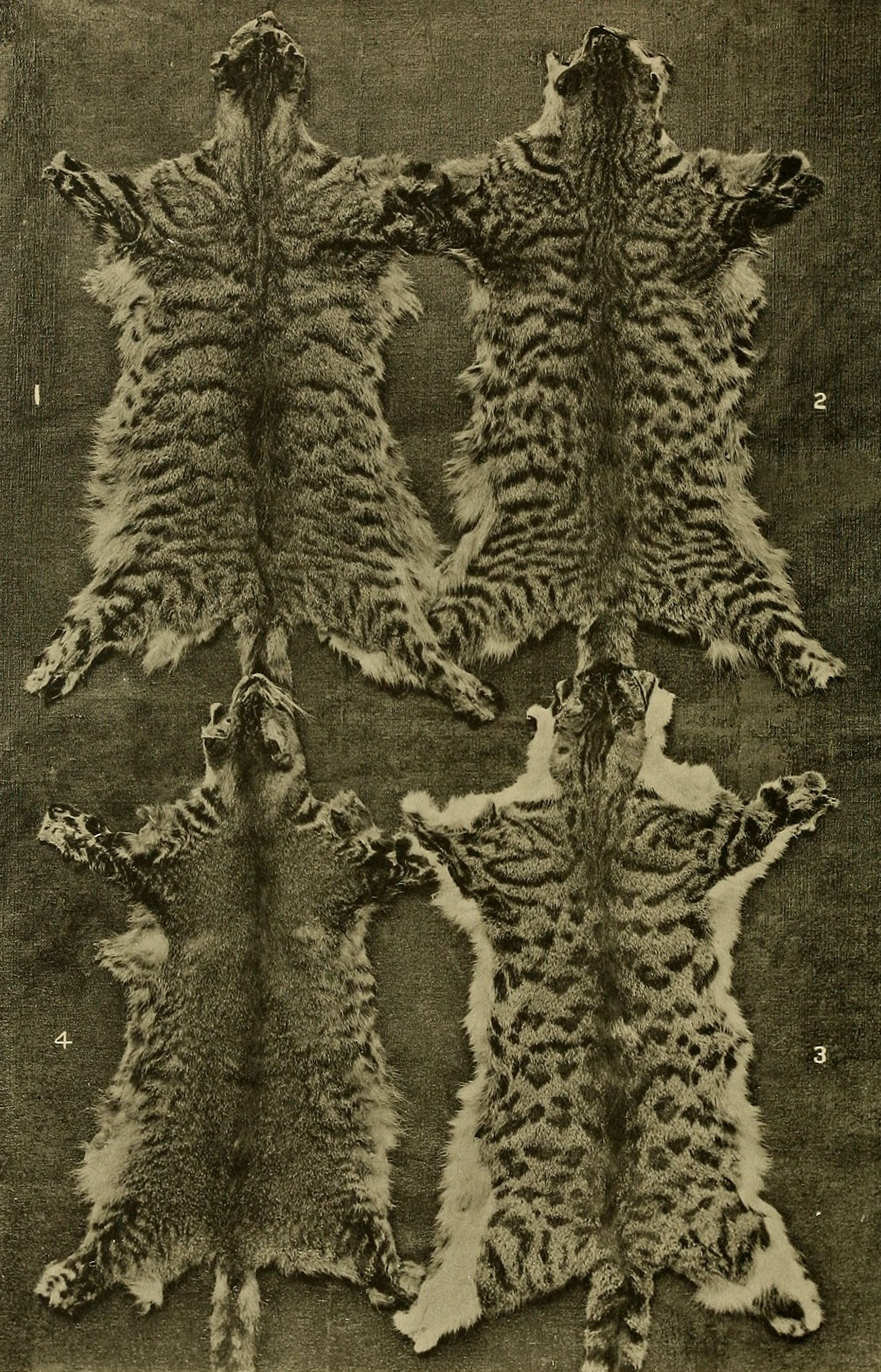
Verschiedene Katzenfelle aus London, Camden Town.
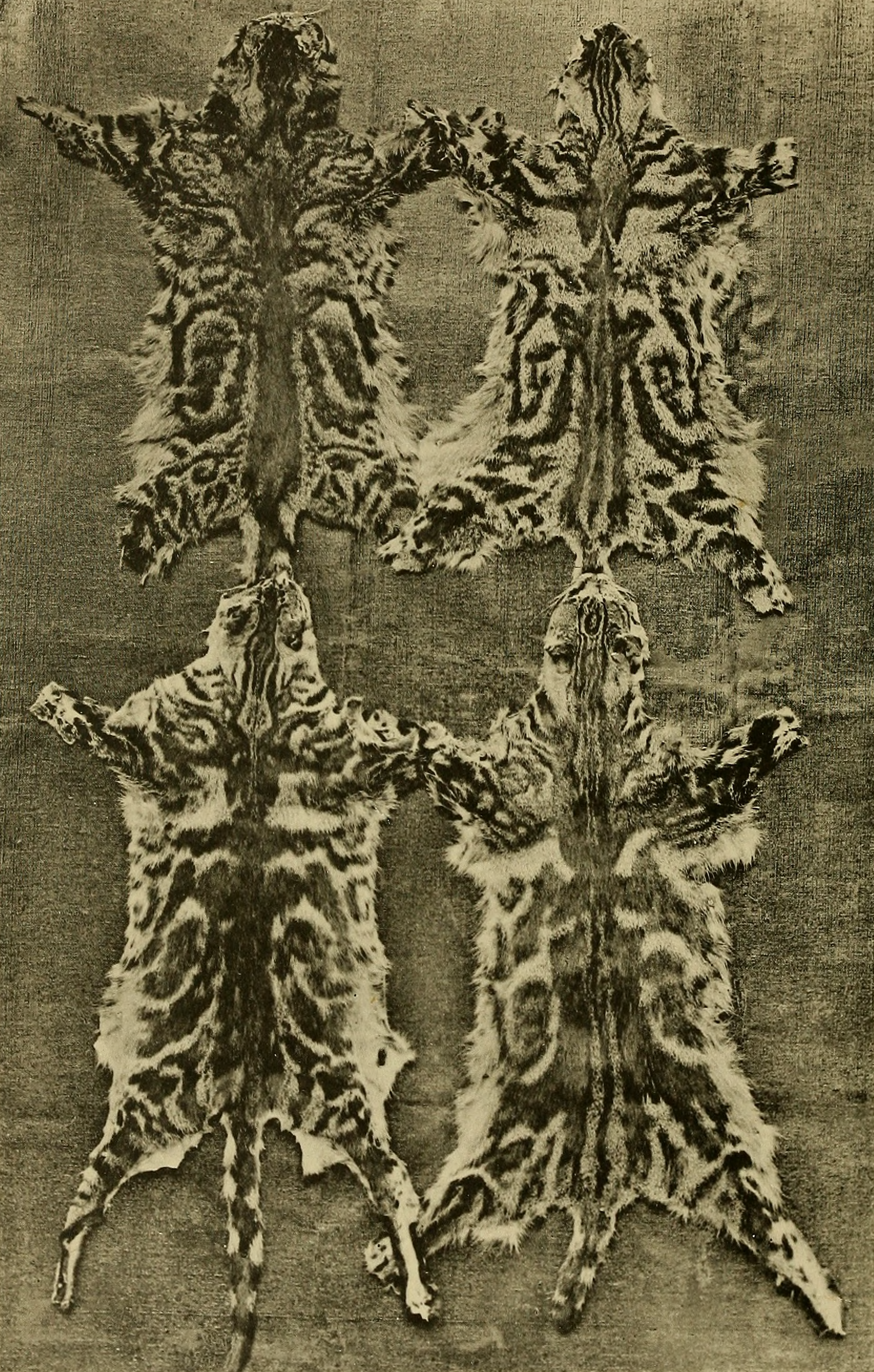
Marmorkatzenfelle
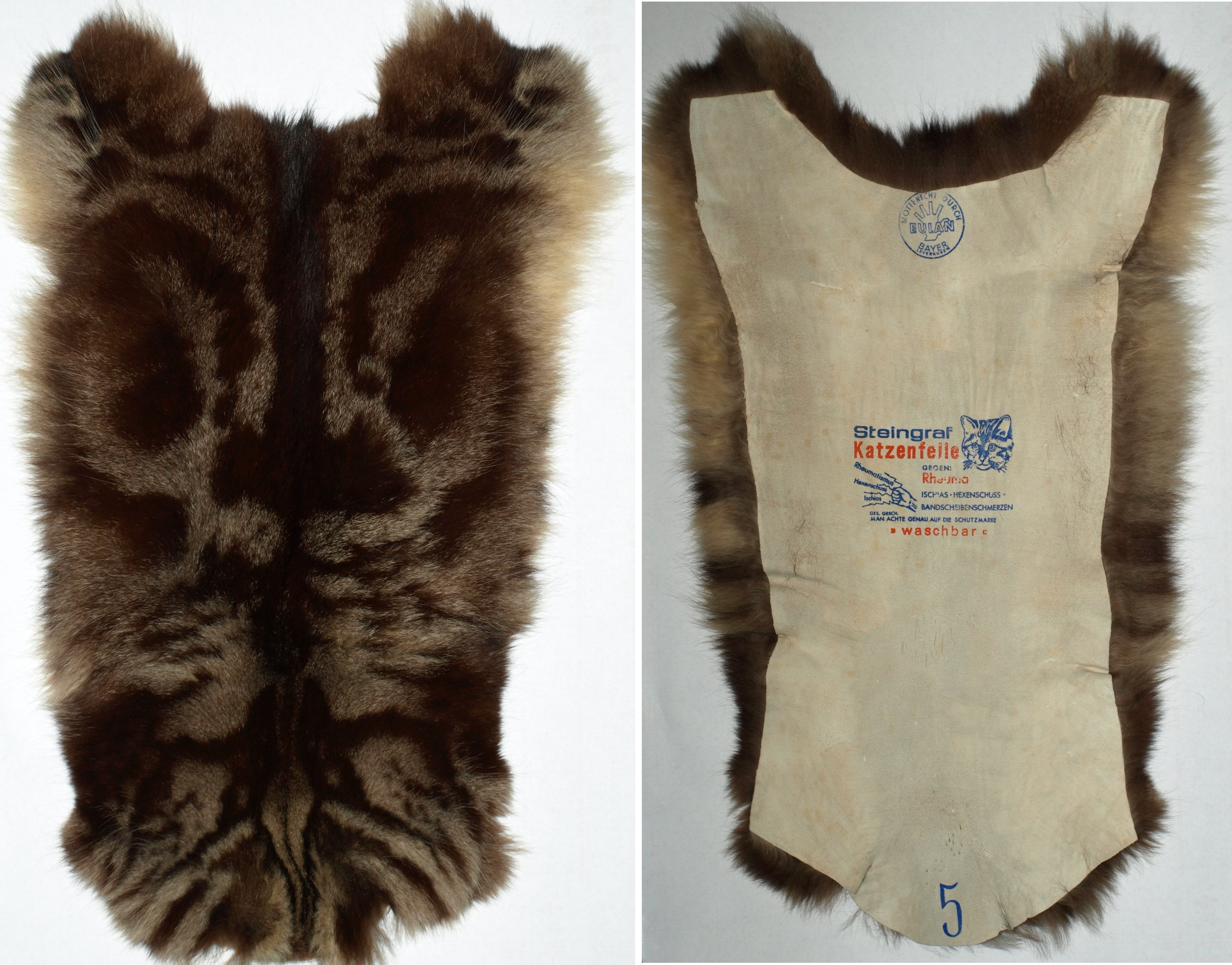
Rheumafell (Räderkatze), Haar- und gestempelte Lederseite
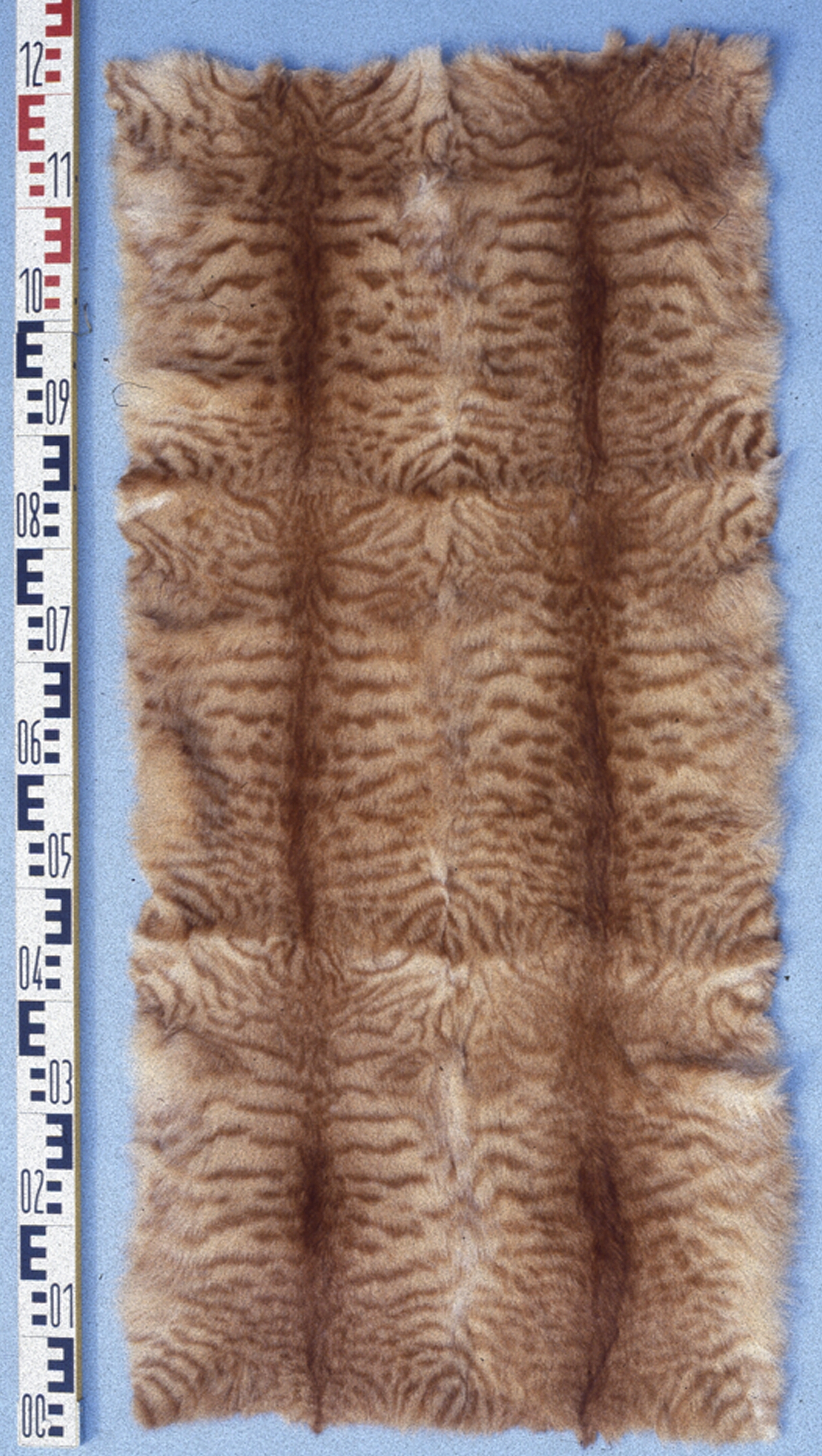
Feuerkatzen-Tafel
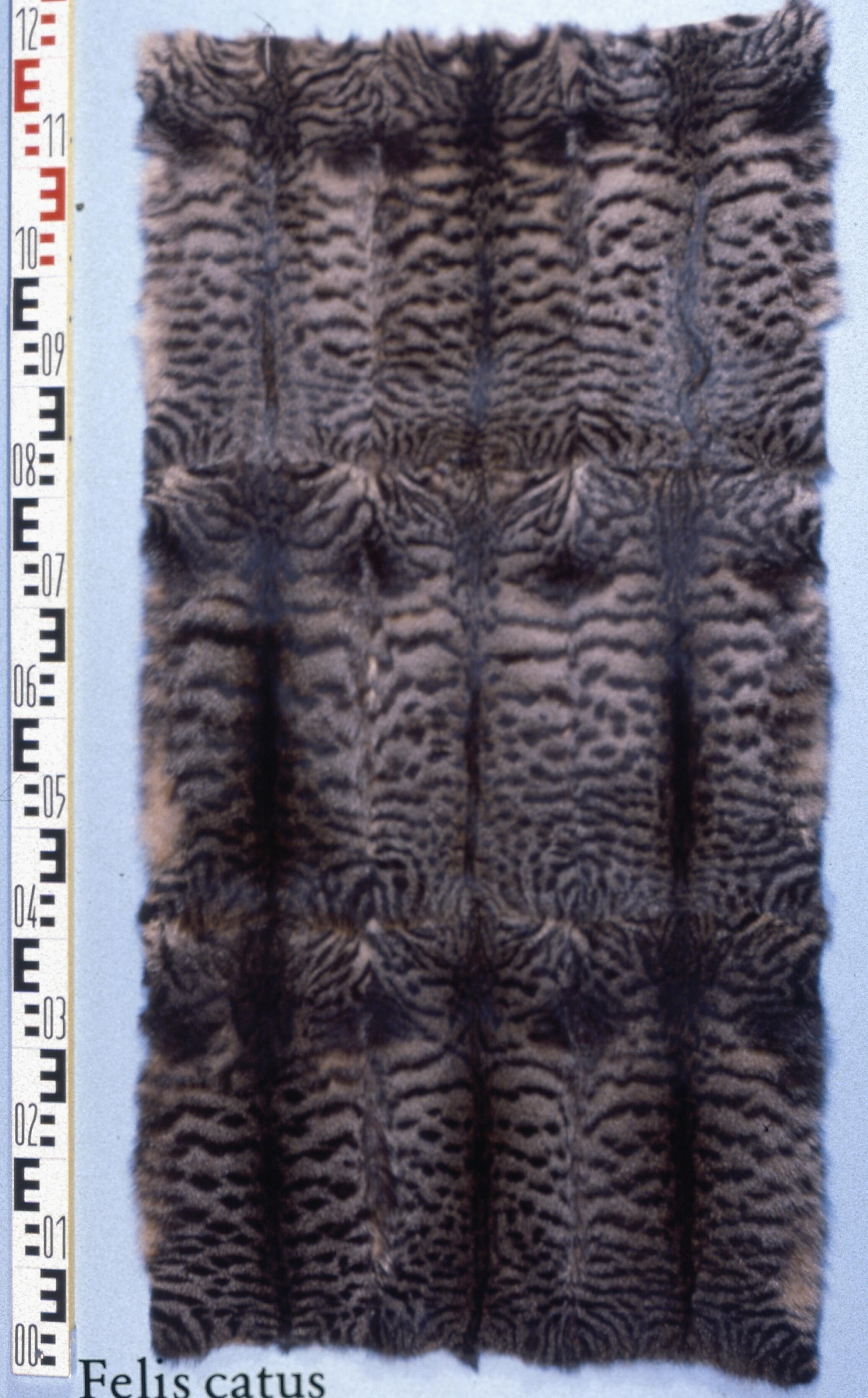
Zyperkatzen-Tafel

## Geschichte

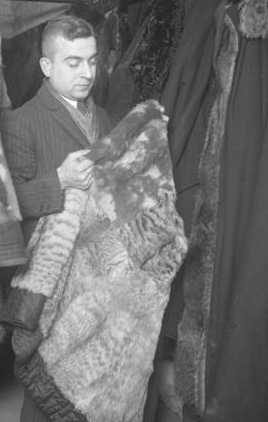
Zyperkatzen-Pelzfutter (oben ein Scheckenkatzenfell), 1931 in der Pelzkammer einer Berliner Pfandleihe

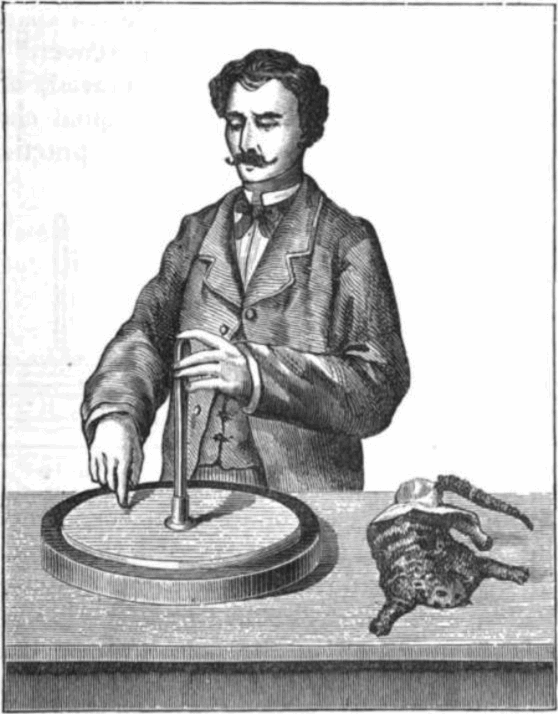
Elektrophor, rechts ein Katzenfell zum Aufladen (1891)

Die Domestizierung der Katze begann im sogenannten Fruchtbaren Halbmond, dem Winterregengebiet am nördlichen Rand der Syrischen Wüste, die sich im Norden an die arabische Halbinsel anschließt. Schon vor 2500 v. Chr. wurden vermutlich im Alten Ägypten Katzen gehalten, sie galten als heilig und dienten religiösen Zwecken. Nach Griechenland, und damit nach Europa, kamen sie etwa 500 v. Chr. Als Stammform der Hauskatze gilt die in Nordafrika beheimatete Falbkatze.
Katzen wurden, abgesehen von der Haltung als Heimtier, meist als Schädlingsbekämpfer gegen Ratten und Mäuse gehalten, ihr Fell war, wenn es genutzt wurde, wohl zu allen Zeiten ein Nebenprodukt. Da die Felle in großer Anzahl und unaufwändig zu beschaffen waren, war ihr Wert recht gering. Allerdings haben spanische Archäologen um Lluís Lloveras nahe der katalanischen Metropole El Bordellet Abfallgruben untersucht, die in die Zeit gegen Ende des zehnten Jahrhunderts nach Chr. datiert wurden. Darin fanden sich unter anderem Knochen von neun Hauskatzen, aber keine Fellreste. Die Anordnung und Art von Schnittspuren auf den Knochen deute nach Ansicht der Archäologen darauf hin, dass die Tiere gehäutet wurden. Die Katzen waren zum Zeitpunkt ihres Todes zwischen neun und 25 Monaten alt, man schloss daraus, „dass sie sich in diesem Alter ideal für die Fellproduktion geeignet haben. Dann sind sie ausreichend groß, aber das Fell war noch frei von Parasiten, Krankheiten oder anderen Schäden“.
Eine der ersten Kleiderordnungen, erwirkt durch das englische Unterhaus im Jahr 1363, legte fest, dass die einfache Bevölkerung keine edlen Pelze, sondern nur die aus Lammfell, Kaninfell, Fuchsfell und Katzenfell tragen dürfe. Offenbar war dieses Gesetz nicht sehr erfolgreich, denn es wurde bereits im darauffolgenden Jahr wieder aufgehoben.
Allerdings galt das Verarbeiten von Hauskatzenfellen in vielen deutschen Stadtzünften lange Zeit als zunftunehrlich, das Bearbeiten von Hundefellen führte zu der Zeit sogar überall zu einem Berufsverbot durch die Zunft. Um 1500 galt in Schweidnitz für einen Kürschner das Verarbeiten von Katzenfellen  als unehrlich. Im Jahr 1662 wurde in einem gleichen Fall dem verpönten Meister nur auf die Dauer eines Jahres die Förderung von Gesellen und Lehrlingen untersagt und ihm als Strafe das Amt der Jüngsterei aufgebürdet, dem Einladen zu den Zunfttreffen. Eine Anfrage der Kürschnerzunft zu Frankfurt an der Oder ergab, dass man dort, wie in Schlesien gebräuchlich, das Zurichten von Fellen „zahmer Hauskatzen“ als unzunftgemäß und unstatthaft ansah, insbesondere dann, wenn es noch dazu im eigenen Hause geschah, was den Ausschluss des „unehrlichen und untüchtigen“ Meisters zur Folge haben sollte.  Jedoch hatte man bereits um 1500 in Breslau davon eine andere Meinung, wie aus einem Bescheid auf ein Schreiben der Schweidnitzer Innung zu ersehen ist, wo man in dem oben erwähnten Fall auf Zunftehrlichkeit erkannte.
In Russland wurden Anfang des 19. Jahrhunderts schon länger viele Katzenfelle gewonnen, am meisten die der Hauskatzen. Ein Handelsname russischer Katzenfelle war „Dimka“ (= rauchig, nach der dort häufig vorkommenden rauchgrauen Färbung). In den besseren russischen Ständen machte man nur wenig Gebrauch von Katzenfellen, sie wurden lukrativ an die Chinesen verkauft. Dies änderte sich plötzlich in den 1820er Jahren. Einige französische Damen schmückten sich mit Palatinen, großen Umhängekragen, aus schwarzem Katzenfell, dies fand im Land Anklang und verbreitete sich von Frankreich aus, Richtung Osten, bis nach Petersburg. Nach wenigen Jahren war die Mode jedoch auch dort wieder verschwunden.
1852 wird neben der Verwendung zu Pelzen die Verarbeitung „mehrentheils auch zu Schlafröcken“ erwähnt. 1884, während einer Epoche üppiger Pelzverbrämungen, häufig waren vor allem bei den Accessoires sogar die Köpfe und Pfoten naturalistisch ausgearbeitet, fragt der Autor eines Journals „verzweifelt“ an, ob Katzen, Hunde, Mäuse und Affen wirklich angemessene Verzierungen seien. In der mit dem Einsatz von Pelznähmaschinen beginnenden Moderne der Pelzmode und Pelzgroßkonfektion (um 1900) wurden Katzenfelle anfangs fast nur für Innenfutter der Heerespelze und für Berufskleidung genutzt, gelegentlich für Kinderschals und -muffe, als Innenfutter für Automäntel und die damals noch häufigen Fußsäcke, die Kraftfahrzeuge waren noch nicht beheizt und die Wohnungen häufig fußkalt. Nach dem Ersten Weltkrieg erfuhren die Felle eine wesentlich breitere Anwendung, insbesondere das Aufkommen des Wintersports förderte die Verwendung der kurzhaarigen Katzenfellsorten zu sportlicher Bekleidung. Gegen Ende des Zweiten Weltkriegs erzielten Katzenfelle in Dänemark einen so hohen Preis, dass die Landwirte die Behörden mit Protestschreiben überhäuften, in denen sie Schutzgesetze für Katzen verlangten. Im gleichen Umfang, wie die Katzen durch eine in dem Umfang bisher nicht dagewesene Bejagung weniger wurden, vermehrten sich die Mäuse. Auf einer Auktion des Jahres 1944 kamen dort 11.000 Katzenfelle zum Verkauf.
Die gegen Gichtleiden und rheumatische Beschwerden genutzten Felle waren ein weiterer, wichtiger, wenn auch „nicht gerade besonders hochstehender Handelsartikel“, dessen Bedeutung nach dem Zweiten Weltkrieg noch weiter stieg. Marktführer war die deutsche Firma Steingraf, deren männliche Gipsfigur mit Katzenfell an den relevanten Körperteilen in vielen Schaufenstern von Drogerien, Apotheken und Sanitätshäusern ausgestellt war.
Die Felle wurden immer nach der Farbe und Musterung und nicht nach Herkommen unterschieden. Scheckenkatzen wurden anfangs häufig geschoren und gefärbt, unter anderem in die Farben Skunk, Zobel und Seal. Allerdings eignen sich zum Färben nur die im Haar vollsten (rauchsten) Felle. Die gut gezeichneten Felle der Zyper-, Räder-, Müller- und Scheckenkatzen wurden naturfarbig verarbeitet, vor allem zu Pelzkonfektion. Das Scheren der Katzen endete irgendwann nach dem Zweiten Weltkrieg, als mit geschorenem Kanin ein gleichartiges aber billigeres Material zur Verfügung stand. Die schwarzen Sealkatzen blieben weitgehend ein deutscher Artikel, das Ausland kaufte sie nur spärlich.
Katzenfelle dienten außerdem zur Erzeugung von Reibungselektrizität für das Elektrophor, eine historische Influenzmaschine zur Trennung elektrischer Ladungen und zur Erzeugung hoher elektrischer Spannungen. Bis zum Verbot des Handels mit Katzenfellen verwendete man sie auch zum Nachweis elektrischer Aufladung, von Kunststoffen und anderem, beispielsweise bei den Technischen Überwachungsvereinen und an Schulen. Eine weitere historische Nutzung ist, neben Kaninfell, das Auslegen der Weberschiffchen-Laufbahn in der Seidenweberei.
Etwa bis in die 1990er Jahre, endgültig endend mit dem Handelsverbot beginnend am 1. Januar 2009, wurden in Mitteleuropa Katzenfelle zu allen Arten von Konfektion, Mänteln, Jacken, Westen, Innenfuttern, Decken, Hüten, Besätzen und anderen Accessoires verarbeitet. Die letzten Anlieferungen erfolgten, zu Platten vorkonfektioniert, aus China, wo sie auch heute noch verarbeitet werden (meist Zyperkatzen).

## Handel

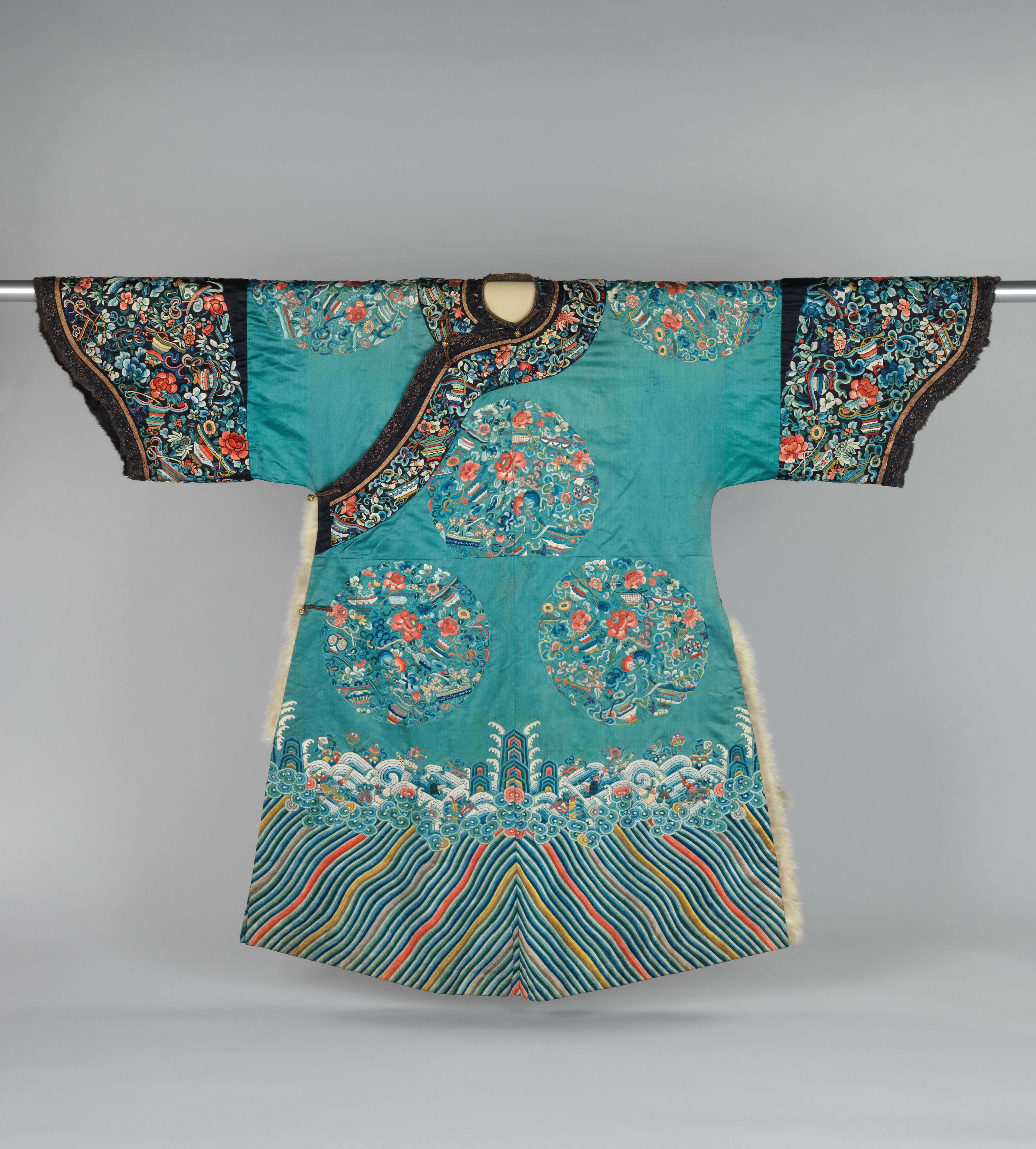
Mit Katzenfell gefütterte, zeremonielle Damenjacke (China, 19. Jh., Metropolitan Museum of Art)
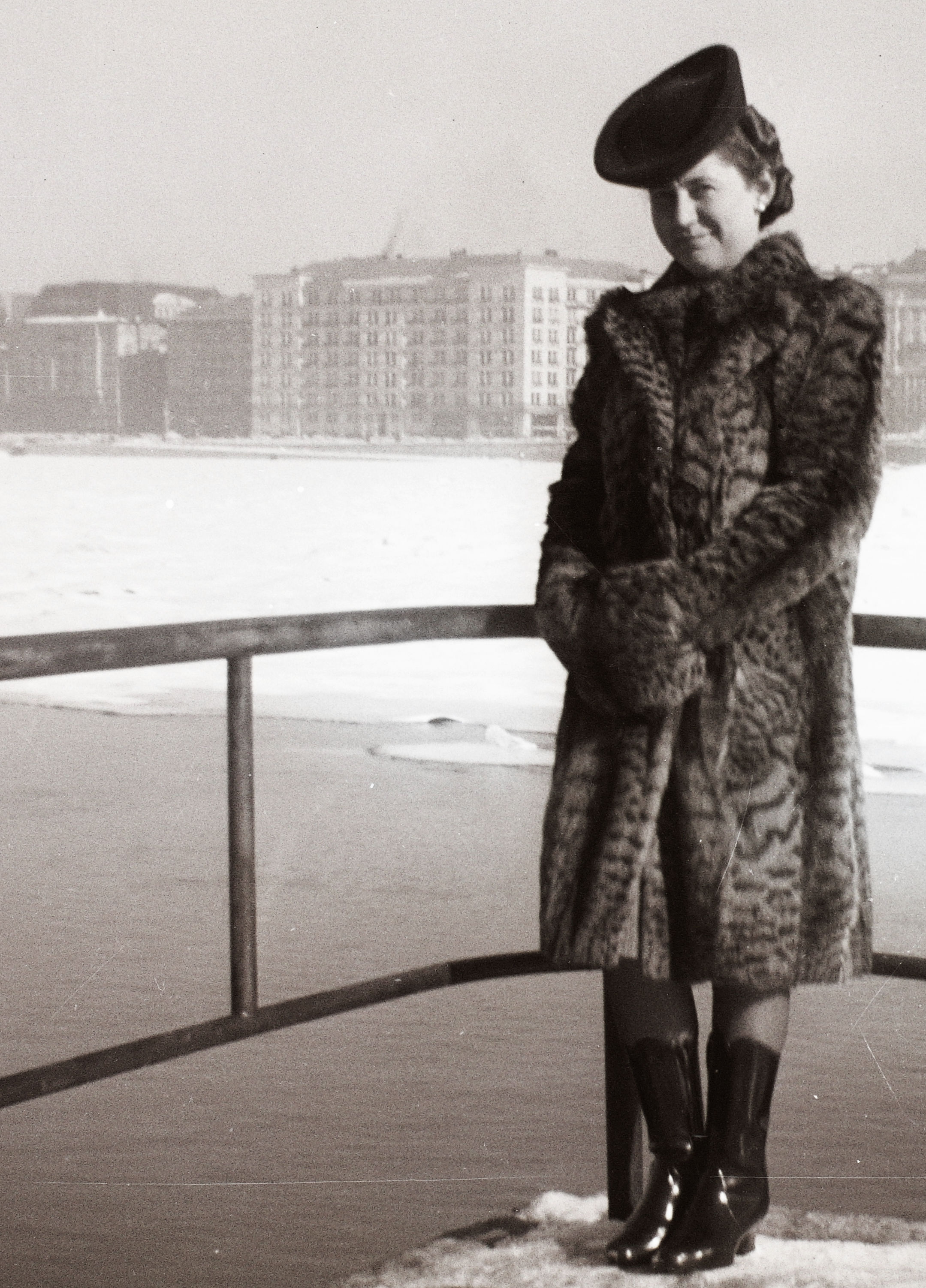
Zyperkatzenmantel und -muff (Budapest 1940)

Nach Fellfarbe wurden die Felle im deutschen Handel wie folgt unterschieden (siehe auch → Fellfarben der Katze)

- Schwarze Katzen (Genottekatzen; früher auch Jenotte oder Janotte), war die gesuchteste und galt als beste Katzenqualität.[21][22] Sie sind einfarbig schwarzbraun bis fast schwarz (nicht mit den Genetten oder Genotten aus der Familie der Ginsterkatzen zu verwechseln). Die Unterwolle ist weich, dicht; weißlichgrau. Die Grannen sind dicht, dunkelbraun bis schwarz. Je dunkler das Fell ist, desto voller (raucher) ist es auch. Die besten Felle kamen etwa zum Zweiten Weltkrieg aus Holland,[5] auch aus der Steiermark, Bayern, Ostfriesland und Dänemark,[3] Schwärzlinge anderer Herkommen waren nicht annähernd so gut.[23] Felle von schwarzen Katzen sind sehr dauerhaft, im Gegensatz zu anderen haaren sie wenig oder gar nicht.[19] Wurden Genottenfelle anfangs fast ausschließlich zu Pelzfuttern und Landmuffen verarbeitet, waren sie später ein gesuchtes Material für Pelzmäntel und lange Jacken („Paletots“).[3]
- Blaue Katze (Kartäuserkatze); sehr selten. Einfarbig dunkelblau.
- Zyperkatze (auch Cyperkatze); häufig. Gelblichgrau bis blaugrau mit regelmäßigen schwarzbraunen bis schwarzen Querstreifen und Flecken. Recht gute Qualitäten rötlicher Zyperkatzen, auch andersfarbiger Katzenfelle, kamen aus China. Groß aber sehr gering in der Qualität waren australische Felle. Die Zufuhr zum Handel war beachtlich.[4][23]
- Räderkatze (auch Röder- oder Blumenkatze[3]); wildgrau bis bläulichgrau mit einer, namengebenden, charakteristischen großfleckigen Zeichnung und dunklem Rückenlängsstreifen. Die Felle, von denen die Räderkatzen nebeneinandergesetzt radähnliche Bilder ergeben, waren besonders als Mantelmaterial begehrt.
- Feuerkatze; rotgelbe Grundfärbung mit Flecken und Streifen wie die Zyper- und Räderkatze.
- Donner- und Blitzkatze (auch Teufelskatze); auf schwärzlichem Grund, rot, gelb, auch grau, rot und gelb gefleckt. Die Felle haben eine gute Haltbarkeit und wurden meist, wie auch die Scheckenkatzen, einfarbig gefärbt („Sealkatzen“).[3]

Scheckenkatzen
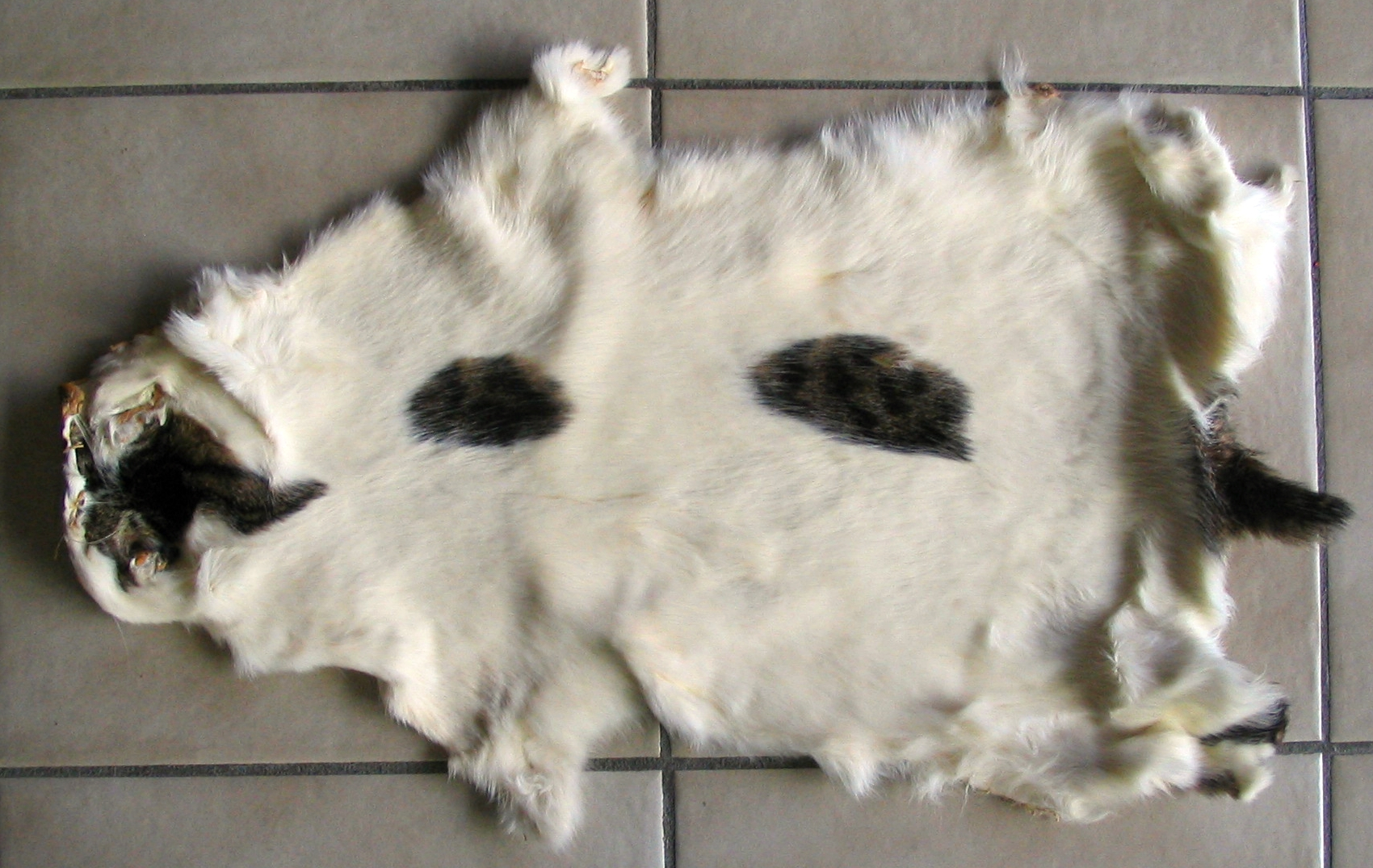
Weiß mit Schecken und dunklem Schwanz (Deutschland)
Verschiedene Scheckenmuster (Skizze)

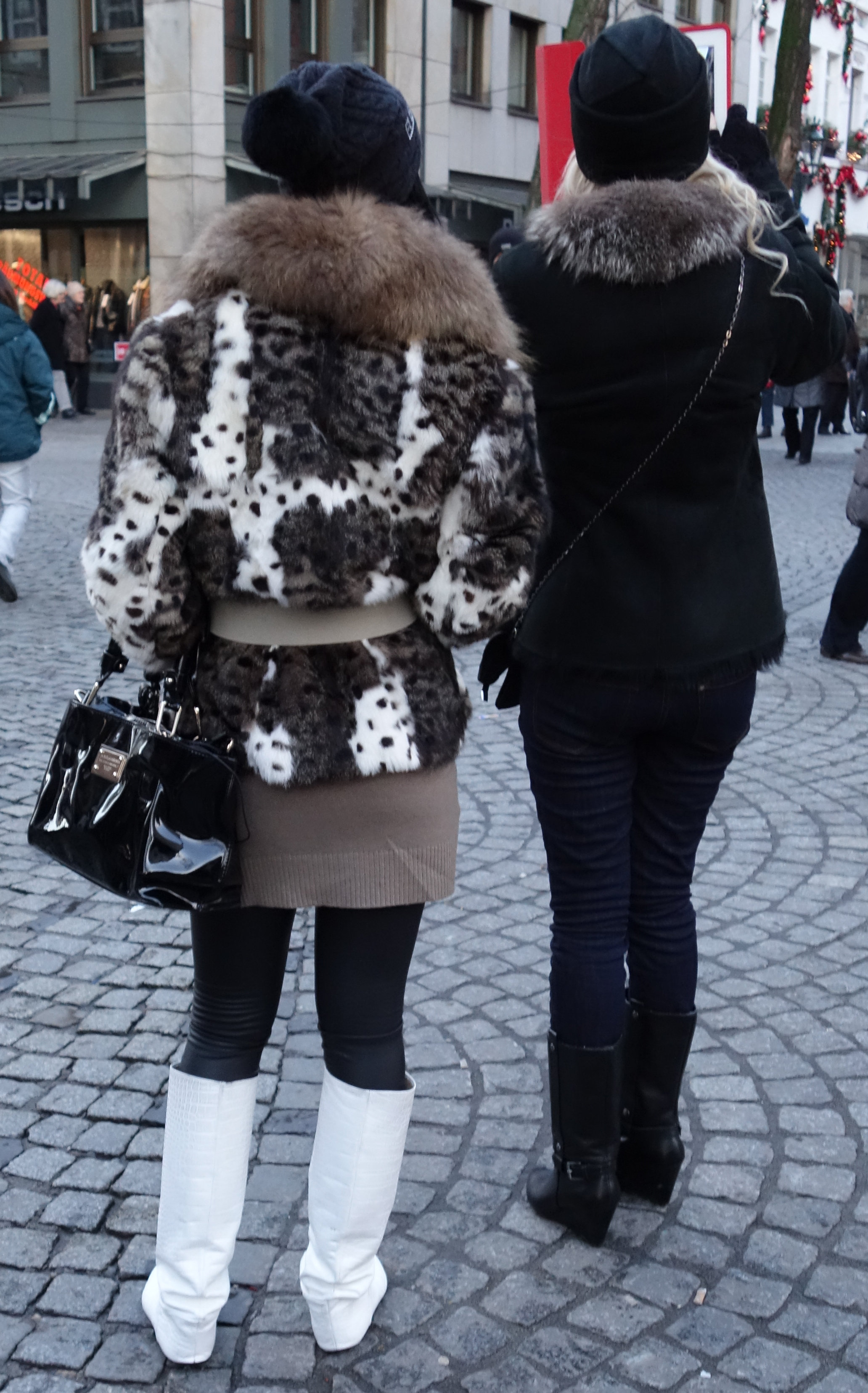
Scheckenkatzenjacke, bedruckt mit Punktmuster (2013)

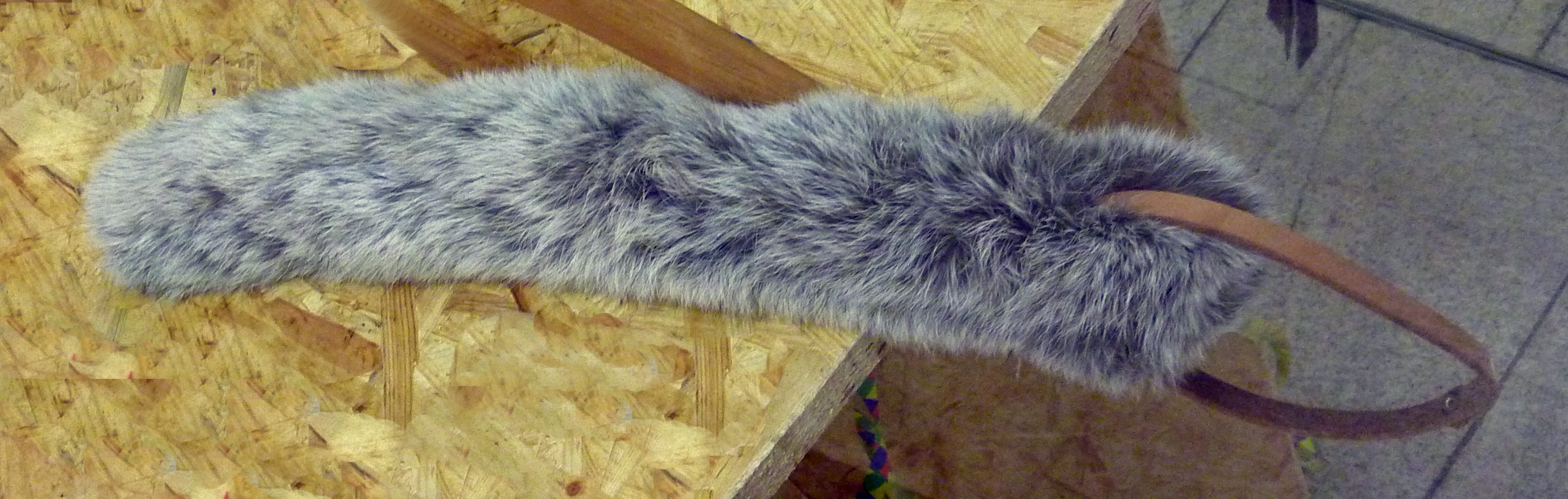
„Katzenwadel“, Narrenutensil der Katzenzunft Hardt (Schwarzwald)

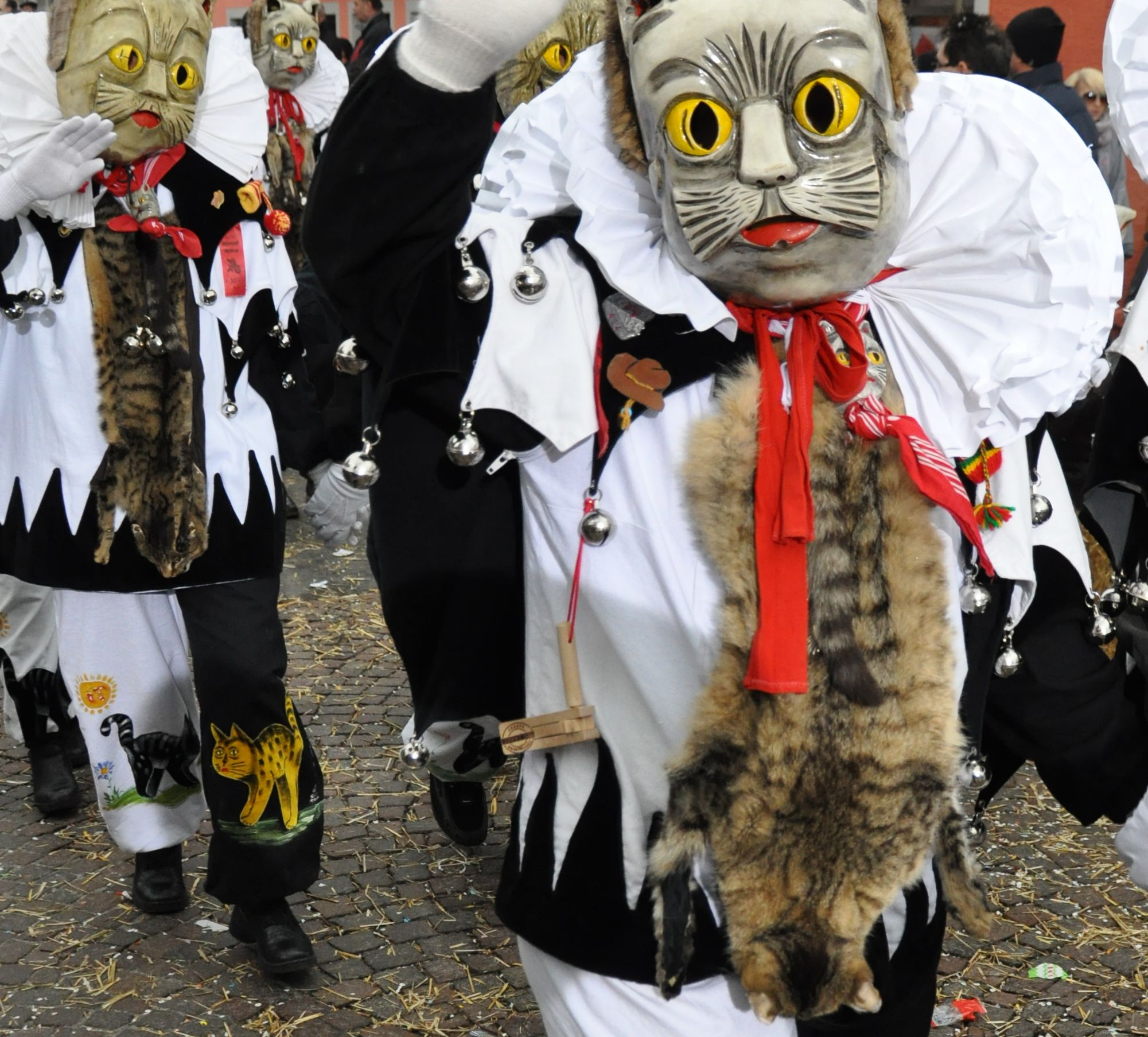
Katzenzunft Meßkirch, Narrenfiguren „Katze“ mit Katzenfellen (2014)

- Scheckenkatze (Bunte Katze); die Grundfarbe ist weiß mit unregelmäßigen größeren schwarzen, roten oder grauen Flecken, mitunter auch dreifarbig gescheckt.
- Müllerkatze; hellblauer Grund durchsetzt mit schwarzen Tupfen. Ein durch Zuchtauswahl aus der Zyperkatze entstandener Typ; der Name soll auf das häufige Vorkommen in Mühlen zurückzuführen sein.
- Siamkatze; Färbung elfenbein bis hell-schokolade, Gesicht, Ohren, Beine und Schwanz schwarzbraun.

Weitere Katzenarten:
- Tigerkatze; nicht mit der wildlebenden Tigerkatze = Bengalkatze zu verwechseln. Die Färbung ist graugelb, bräunlichgrau bis reingrau mit schwachen Streifen.
- Rot- und Gelbtigerkatze; braungrau, graublau oder gelblich mit verschwommener Zeichnung.
- Chinchillakatze; weißes, langhaariges Fell mit Silberspitzen. Sehr selten.[5]
- die übrigen Rassekatzen spielten für die Pelzverarbeitung keine nennenswerte Rolle, Langhaarrassen galten als nicht für Pelzzwecke verwendbar.[5]

Am brauchbarsten für die Pelzverarbeitung sind europäische (1935: „teilweise südeuropäischer und westeuropäischer Herkunft“) und ostasiatische Katzenfelle. Die wichtigsten Produktionsgebiete waren unter anderem Holland und Großbritannien (die Felle von dort waren zwar klein, wegen ihres schönen Glanzes jedoch besonders geschätzt). Die gute, glänzende Qualität englischer und holländischer Katzenfelle wurde auf die Nähe dieser Länder zum Meer und der damit verbundenen Fütterung mit Fisch zurückgeführt. Von der Insel Wight kamen Felle einer schwanzlosen Rasse; Emil Brass nennt dagegen 59 Jahre vorher (1911 und auch 1925) die Man-Katze von der Insel Man als schwanzlosen Felllieferanten. Gleichgute Felle kamen aus Deutschland, der Schweiz, Italien, Sowjetunion, China, Japan, Australien, Nordamerika und Korea (koreanische Felle werden als Goyangi angeboten). Im Jahr 1913 wurden weiße, aus Polen kommende Katzenfelle erwähnt, die aus Zuchten zur Fellnutzung stammten.
- I. Bei den europäischen Sorten wurden unterschieden:

Winterfelle (Ende Dezember bis Ende März)
Gleichmäßig voll entwickelt, rauch, dicht; Leder weiß. Winterfelle haben die beste Qualität.
Übergangsfelle (März, April)
Schwächeres und schütteres Haar, grünliches Leder; die Qualität ist geringer.
Sommerfelle (April bis Oktober/November)
Die Grannenhaare sind vorwiegend spießig, die Unterwolle ist sehr schwach ausgeprägt; das Leder ist noch grünlicher; die Qualität sehr gering.
- II. Der russische Standard klassifiziert:

Herkommen:
1. Vollhaarige Felle mit glänzendem, dichtem Ober- und Unterhaar.
2. Felle mit nicht voll entwickeltem Ober- und Unterhaar, mit kurzem Haarwuchs am Hals.
Halbwuchsfelle, rauch mit kurzem Ober- und Unterhaar.
Größen: I, II, III, IV.
Farben: schwarz, blau, grau (rauch), tiger, halbrauch, gelb, weiß, scheckig, bunt (scheckig).
Um 1900 kamen auch bereits zu sogenannten Säcken vorgefertigte Felltafeln aus Russland (für ein Innenfutter, zu einer Rotunde und unten geschlossen, einen Sack bildend, zusammengenäht).
Aus Sibirien kamen Felle einiger Katzenarten, Abkömmlinge der Steppenkatze. Diese waren jedoch von geringerer Qualität als die nichtrussischen Herkommen. Braune sibirische Katzenfelle hatten ein feines, seidiges Haar.
- III. China

Die Anlieferung erfolgt meist in Platten (Tafeln) aus je 6 bis zumeist 9 Fellen (60 × 120 Zentimeter), wobei unterschieden wird zwischen
Zyperkatzen-Platten
naturfarben und gefärbt (nerzfarben) sowie gerupft
Räderkatzen-Platten
nur sehr geringe Anlieferung
Tigerkatzen-Platten. Graukatzen-Platten u. a.
Blaue Katzen-Platten und Scheckenkatzen-Platten (werden hauptsächlich in China selbst genutzt)
Die Felle aus China wurden früher auch, anstelle als Platten aus 6 bis 12 Fellen, zu Kreuzen vorgefertigt und auch exportiert, aus denen sich leicht die typischen chinesischen Pelzjacken im T-förmigen Kimonostil anfertigen ließen. Am gefragtesten waren die grauen Tafeln. Größere Tafelsortimente, sogenannte Partien, bestanden aus ungefähr 8 Tafeln. Die chinesischen Handelshäuser mussten große Quantitäten roher Katzenfelle sammeln, um ein gutes Sortiment zusammenzubekommen. Sie waren gezwungen alle Farben zu kaufen, und bei den Hauskatzen  oder verwilderten Katzen gibt es gewaltig viele Farben und Musterungen. Selbst bei bester Sortierung ließ es sich deshalb nicht vermeiden, dass bei der Endverarbeitung die Tafeln nicht doch noch einmal aufgetrennt und die Felle umsortiert werden mussten. Da der Handel fast immer durch die Hände chinesischer Ablader ging, versuchten diese jedoch, schon im Interesse ihrer ausländischen Kunden, so gut wie möglich einheitliche Ware zu vermitteln.
- IV. Amerika

Die Felle von dort sind größer als die von europäischen Katzen. Die angelieferten Mengen waren gering, die Qualität den europäischen Sorten unterlegen.
- V. Australien

Australische Felle sind sehr groß. Die Winterqualität und die Farben sind den europäischen Qualitäten gleichwertig. Gelbe Zyperkatzenfelle (red tabby) sind ziemlich flach im Haar und deshalb von geringerer Qualität.
Die dem Handel zugeführten Mengen werden allgemein als Katzen gehandelt, gleich woher sie stammen. Es bestanden keine wesentlichen Unterschiede zwischen den Anlieferungen der einzelnen Länder. Vorwiegend flache, harte, ausdruckslose Felle, meist von verwilderten Tieren stammend, wurden auch als Holzkatze (wood cat) bezeichnet.

## Verarbeitung

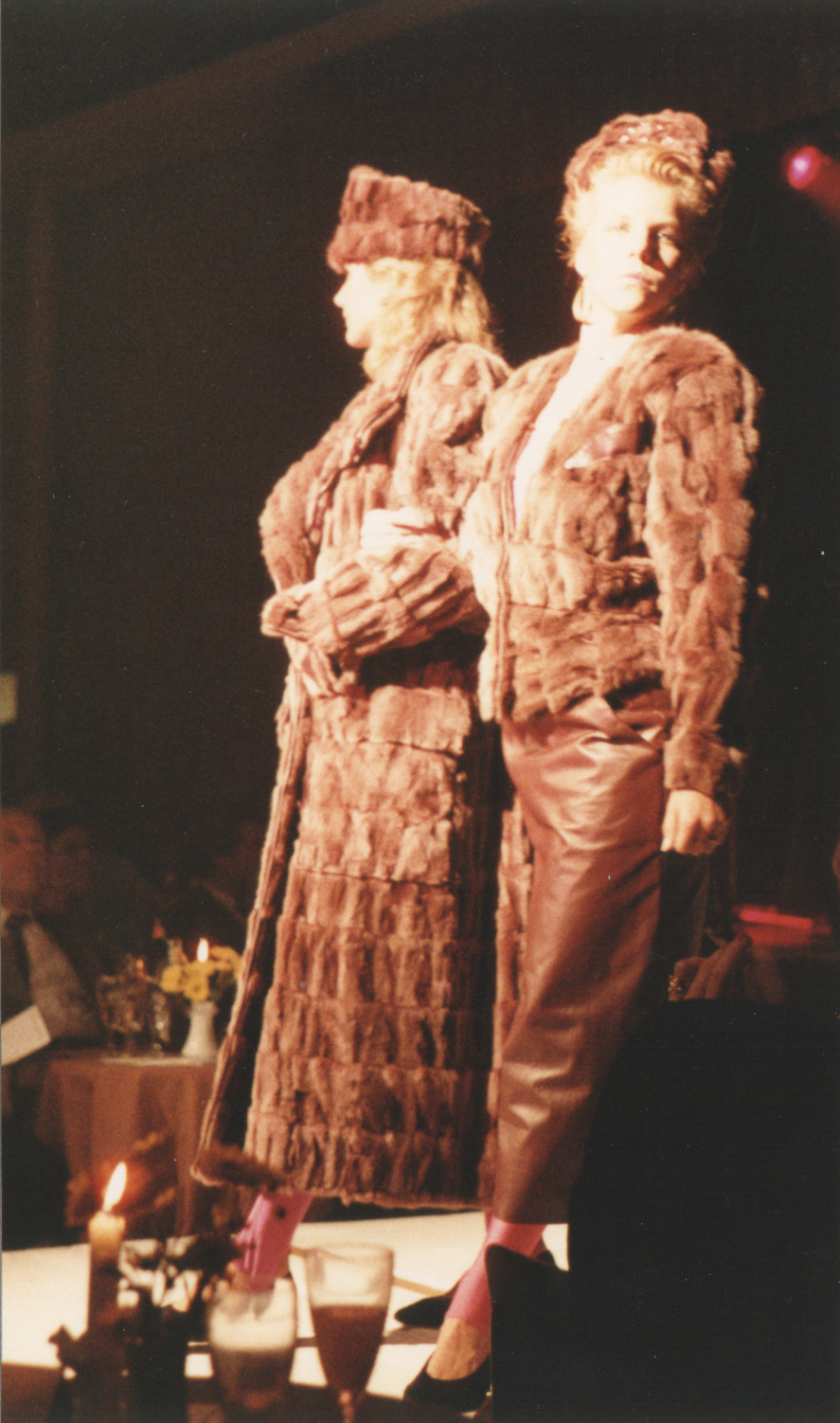
Mantel, Jacke und Kappen aus bordeaux gefärbten, chinesischen Katzenpfotenstücken
(Düsseldorf, 1987)

Die Felle wurden meist rund abgezogen angeliefert, mit dem Leder nach außen; die Rohfelle waren oft schlecht behandelt. Das Leder ist verhältnismäßig kräftig, hat aber zugerichtet eine sehr gute Zügigkeit (einen guten „Zug“). Früher wurde es in der Gerbung gewalkt, heute ist das durch moderne Schmiermittel nicht mehr nötig. Im Jahr 1970 hieß es dazu: „Um es geschmeidig zu machen, wird es vielfach in Verbindung mit der Zurichtung gewalkt. Die Felle können aber auch »aus dem Nassen« zugerichtet werden. Das Haar erhält dann aber nicht die Standfestigkeit, wie beim Walkprozess. Es liegt zu sehr; das Fell ist »im Leder zu matschig«.“
Für Fuchsimitationen wurden die Katzenfelle vor dem Färben „entsprechend“[?] zusammengesetzt, wobei jedes Mal im Rücken ein einige Zentimeter schmaler Streifen herausgeschnitten werden musste, da die Katze einen bis zum Haargrund aus sehr steifen harten Rückenstreifen besitzt, der sehr schwer anzufärben ist und im Aussehen immer etwas struppig bleiben würde. Verwendung fanden diese Felle für Besätze.
Wegen der vielfältigen Unterschiede der Färbungen und Zeichnungen waren größere Fellmengen nötig, um passende Kürschnersortimente (Fellbunde) für ein Kleidungsstück zusammenzustellen. Im Jahr 1965 wurde der Verbrauch für eine für einen Mantel aus Hauskatzenfellen ausreichende Felltafel mit 24 bis 36 Fellen angegeben (ein sogenanntes Mantel-„Body“). Zugrunde gelegt wurde eine Tafel mit einer Länge von 112 Zentimetern und einer durchschnittlichen Breite von 150 Zentimetern und einem zusätzlichen Ärmelteil. Das entspricht etwa einem Fellmaterial für einen leicht ausgestellten Mantel der Konfektionsgröße 46 des Jahres 2014. Die Höchst- und Mindest-Fellzahlen können sich durch die unterschiedlichen Größen der Geschlechter der Tiere, die Altersstufen sowie deren Herkunft ergeben. Je nach Pelzart wirken sich die drei Faktoren unterschiedlich stark aus. Die Reparaturmöglichkeit getragener Katzenpelze wurde mit „gut“ angegeben, von einer Modellumgestaltung wurde jedoch abgeraten.
Wie bei fast allen Pelzarten werden bei ausreichender Menge auch alle bei der Verarbeitung der Rumpffelle abfallenden Fellteile genutzt. Aus China kamen zuletzt vor allem Tafeln aus Katzenpfotenstücken.

Katzenfellverarbeitung im Jahr 1895 (Skizzen)
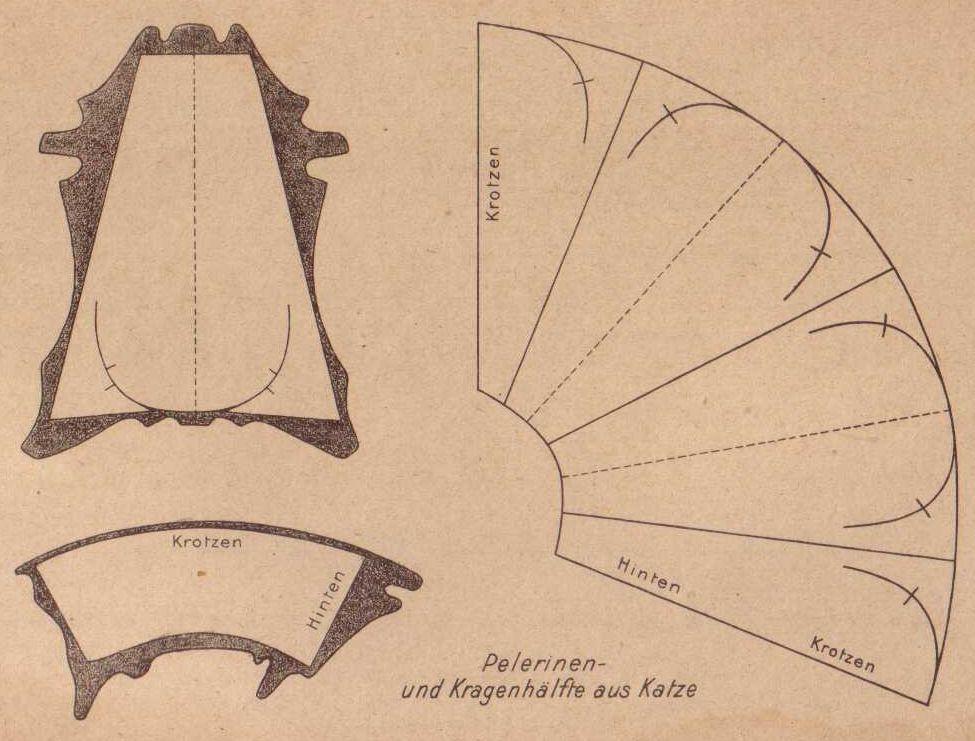
Pelerine mit Kragen aus 7 Fellen (ein Fell und die halbe Pelerine)
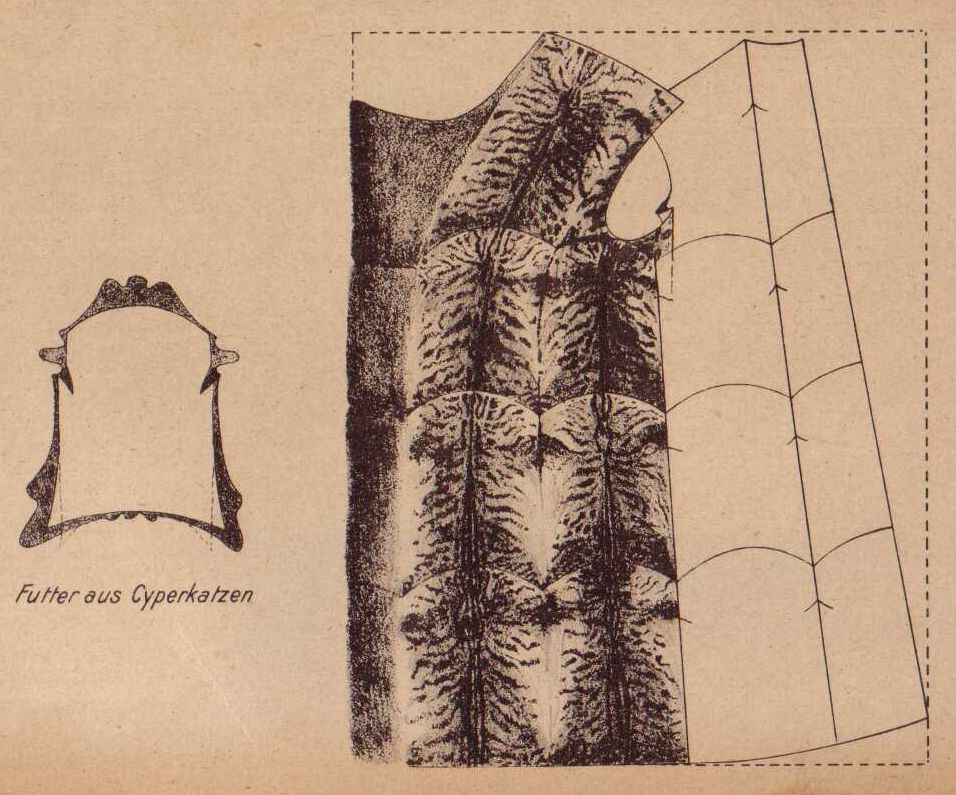
Pelzfutter aus 26 Zyperkatzenfellen (ein Fell und das halbe Futter)
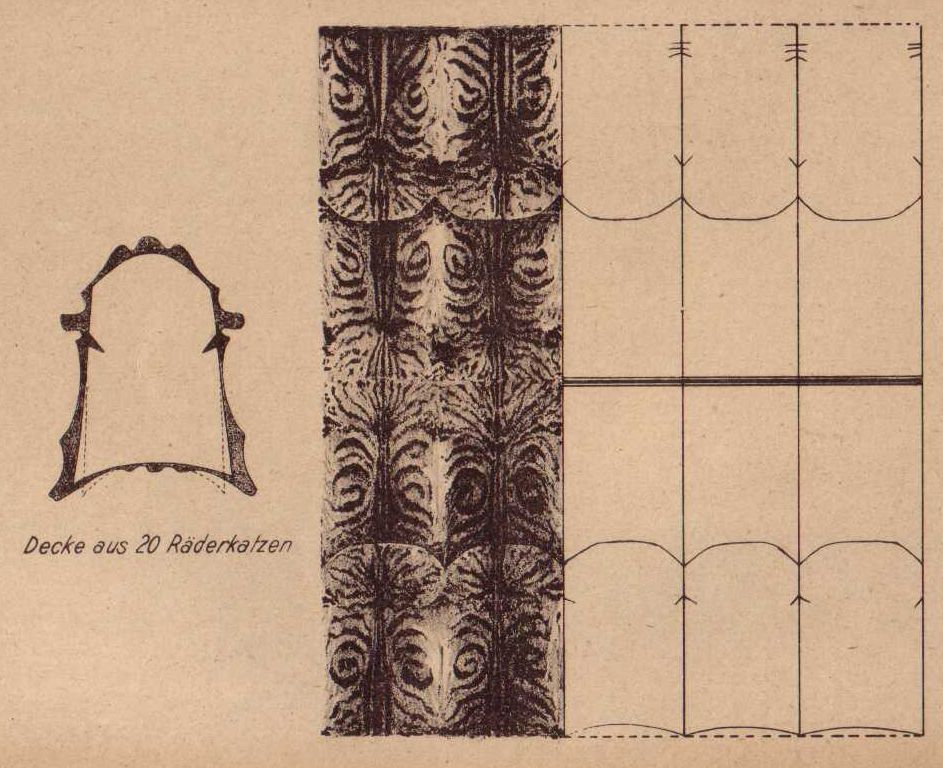
Fell und Decke aus 20 Räderkatzenfellen

## Katzenähnliche Veredlungen
Als Katzen-Kanin werden durch Druck katzenähnlich eingefärbte Kaninfelle bezeichnet. In der Regel wird dabei die Zyperkatze oder die Müllerkatze imitiert.

## Lyrik
Kürschnermeister Adolf Nagel, Inhaber eines exklusiven Düsseldorfer Pelzhauses, veröffentlichte im Frühjahr 1965 einen Lyrikband „Plaudereien um Pelz“. Darin bedichtete er unter anderem die zu der Zeit noch nicht in Verruf geratenen Katzenfelle. Einige Strophen davon befassen sich mit der Schwierigkeit, ausreichend zueinander passende Felle für einen Mantel zusammenzufinden.

„[…] Wie sie lebend kaum zu zähmen,

zeigt sie auch als Fell sich wild,

ist sehr schwer nur zu bequemen

in ein Sortimentsgebild,

nur aus allergrößter Zahl

dann und wann vielleicht einmal.

So ein Händlerspezialiste

ist oft schneller auf den Hund,

eh' ihm aus der Sammelkiste

glückt ein Katzenmantelbund.

Davon, wie auch dies aussieht,

singt der Kürschner selbst ein Lied.

Nicht ganz frei von Dissonanzen,

weil manch Farbton anders will,

auch die Rauchen. Beide tanzen

mehr nach Lust und Selbstgefühl.

Und der Kürschnerdirigent

öfters als verzweifelnd stöhnt.

Nur Geduld! - zum guten Ende

führt beharrliches Geschick.

Suche, prüfe, drehe, wende:

einmal packst du doch das Glück.

Aber nicht durch Herz und Hatz,

etwa wie bei „Hund und Katz“. […]“

## Zahlen, Fakten

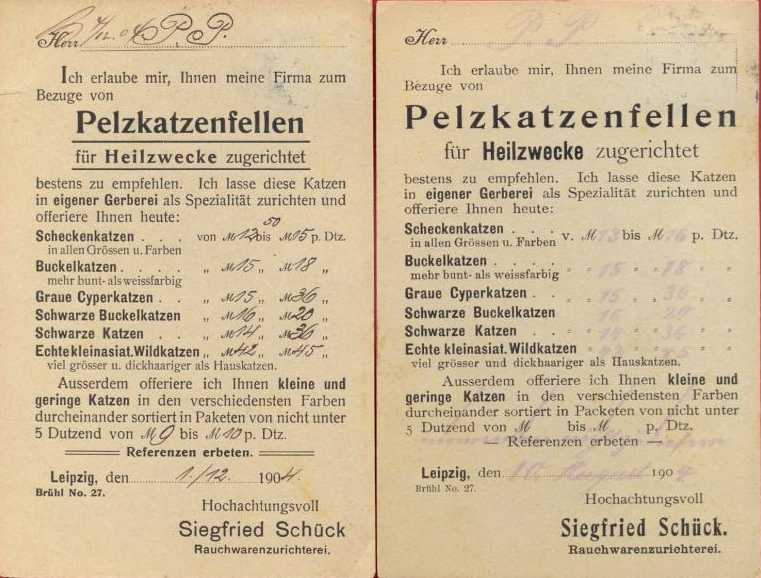
Pelzkatzenfelle für Heilzwecke, Angebote der Rauchwarenzurichterei Siegfried Schück, Leipzig (1912)

- 1814 kamen hauptsächlich Felle aus Russland und Sibirien, graue, schwarze, gelbe und bunte. Ein Sack mit dem Inhalt von 1000 Stück kostete in Petersburg 35 bis 40 Rubel, die schwarzen kosteten das Doppelte. Aus Taurien (Halbinsel Krim) kamen weiße, schwarze, graue, rötliche und bunte oder scheckige, die weißen wurden stückweise verkauft zu 20 bis 25 Para, die übrigen zu 10 bis 12 Para.[31]
- 1911–1925 kamen jährlich ungefähr folgende Stückzahlen in den Handel: aus Holland 200.000, aus Deutschland 170.000, aus dem übrigen Europa etwa 150.000 Stück. 300.000 aus Russland, aus China und Japan zusammen etwa 150.000 Stück. Aus Amerika 100.000 und aus Australien 50.000 Felle. „Dass die Katzenfelle aber unter falschem Namen als wertvolles Pelzwerk verkauft werden, ist eine haltlose Verleumdung; die meisten werden als Pelzfutter und als Schutzmittel gegen Rheumatismus, auf der Brust zu tragen, verkauft“.[25][26]
- 1925 kostete im Großhandel ein schönes holländisches Katzenfell zwischen 3 und 6 Mark. Der Preis für zugerichtete chinesische Zyperkatzenfelle betrug etwa 1 bis 1,20 Mark, für chinesische Scheckenkatzen 80 Pfennig.[26]
- 1988 waren über den Weltanfall von Katzenfellen keine genauen Zahlen zu ermitteln.[5]

## Siehe auch

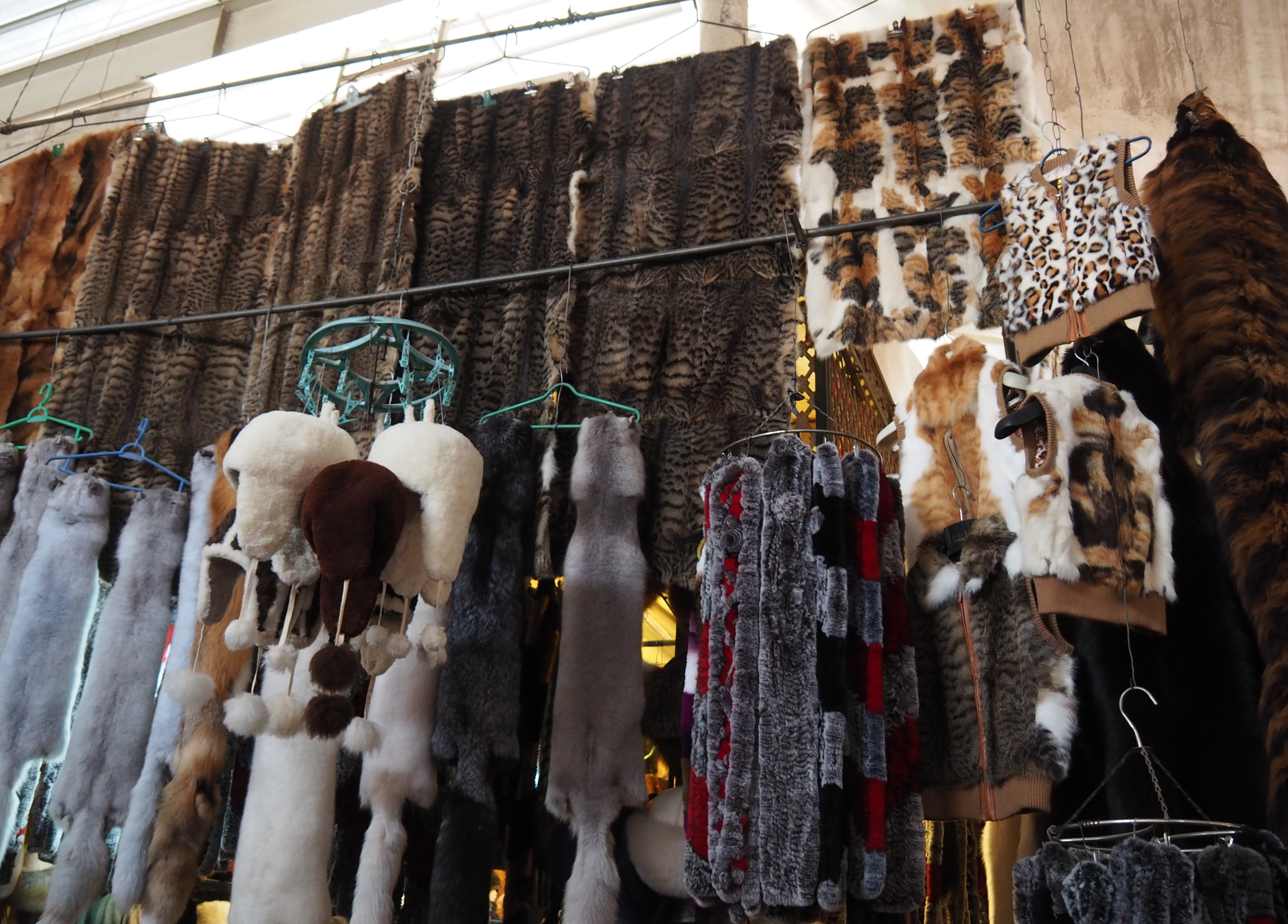
Katzenfell-Tafeln und -Westen (und andere Pelze) auf einem Markt in der Oasenstadt Kaschgar, China (2015)

## Anmerkung
1. ↑  Die angegebenen vergleichenden Werte (Koeffizienten) sind das Ergebnis vergleichender Prüfung durch Kürschner und Rauchwarenhändler in Bezug auf den Grad der offenbaren Abnutzung. Die Zahlen sind nicht eindeutig, zu den subjektiven Beobachtungen der Haltbarkeit in der Praxis kommen in jedem Einzelfall Beeinflussungen durch Pelzzurichtung und Pelzveredlung sowie zahlreiche weitere Faktoren hinzu. Eine genauere Angabe könnte nur auf wissenschaftlicher Grundlage ermittelt werden. Die Einteilung erfolgte in Stufen von jeweils zehn Prozent, nur die schwächsten Arten bekamen die Wertklasse von fünf bis zehn Prozent. Die nach praktischer Erfahrung haltbarsten Fellarten wurden auf 100 Prozent gesetzt.
2. ↑  Die Angabe für ein Body erfolgte, um die Fellsorten besser vergleichbar zu machen. Folgende Maße für ein Mantelbody wurden zugrunde gelegt: Körper = Höhe 112 cm, Breite unten 160 cm, Breite oben 140 cm, Ärmel = 60 × 140 cm.

## Belege
1. 1 2 3  
Fritz Schmidt: Das Buch von den Pelztieren und Pelzen. F. C. Mayer, München 1970, S. 375–378.
2. ↑  Erwägungsgrund 1 der Verordnung (EG) Nr. 1523/2007 (PDF) ist das Empfinden der Bürger, das die Verwendung von Hunde- und Katzenfellen ablehne; Begründung 5 verweist darauf, dass sich der Verhaltenskodex der Pelzhändler als unzureichend erwiesen habe.
3. 1 2 3 4 5 6  
Alexander Tuma: Pelz-Lexikon. Pelz- und Rauhwarenkunde. XIX. Band. 1. Auflage. Alexander Tuma, Wien 1950, S. 42–44, Stichwort „Katzen“.
4. 1 2 3 4 5 6 7 8 9 10 11 12  
Fritz Schmidt, Paul Schöps: Hauskatzen. In: Das Pelzgewerbe. Jg. XX, Neue Folge Nr. 2, Hermelin-Verlag Dr. Paul Schöps, Berlin u. a. 1970, S. 23–28.
5. 1 2 3 4 5 6 7 8 9 10 11 12 13  
Christian Franke, Johanna Kroll: Jury Fränkel´s Rauchwaren-Handbuch 1988/89. 10., überarbeitete und ergänzte Auflage. Rifra-Verlag, Murrhardt 1988, S. 108–110.
6. ↑  Paul Schöps, Kurt Häse: Die Feinheit der Behaarung – Die Feinheits-Klassen. In: Das Pelzgewerbe. Jg. VI / Neue Folge, Nr. 2, Hermelin-Verlag Dr. Paul Schöps, Leipzig / Berlin / Frankfurt am Main 1955, S. 39–40 (Anmerkung: fein (teils seidig); mittelfein (teils fein); gröber (mittelfein bis grob)).
7. ↑  Paul Schöps, H. Brauckhoff, K. Häse, Richard König, W. Straube-Daiber: Die Haltbarkeitskoeffizienten der Pelzfelle. In: Das Pelzgewerbe. Jahrgang XV, Neue Folge, Nr. 2, Hermelin Verlag Dr. Paul Schöps, Berlin / Frankfurt am Main / Leipzig / Wien 1964, S. 56–58.
8. ↑  Carlos A. Discoll, Stephen J. O’Brien, Juliet Clutton-Brock, Andrew C. Kitchener: Die wahre Herkunft der Hauskatze. In: Spektrum der Wissenschaft. Nr. 04, 2010, ISSN 0170-2971, S. 34–41 (Ist scheinbar die Übersetzung von The near eastern origin of cat domestication.).
9. ↑  www.spiegel.de, Jörg Römer: Das Rätsel der toten Katzen. 10. Juli 2017. Primärquelle L. Lloveras: Evidence of Cat (Felis catus) Fur Exploitation in Medieval Iberia. In: International Journal of Osteoarchaeology. 30. Juni 2017. Abgerufen am 11. Juli 2017.
10. 1 2  
Elizabeth Ewing: Fur in Dress. B. T. Batsford, London 1981, S. 31, 110 (englisch).
11. ↑  Fritz Wiggert: Entstehung und Entwicklung des Altschlesischen Kürschnerhandwerks mit besonderer Berücksichtigung der Kürschnerzünfte zu Breslau und Neumarkt. Breslauer Kürschnerinnung (Hrsg.), 1926, S. 61. Primärquellen: Breslauer Stadtarchiv, lose Akten Z. P. I. 85; Z. P. I. 102.
12. ↑  Max Bachrach: Selling Furs Successfully. Prentice Hall, New York 1938, S. 152 (englisch).
13. ↑  v. Baer: Über die Chinchilla. In: Preussische Provinzial-Blätter. Band 9, Verein verwahrloster Kinder zu Königsberg (Hrsg.), 25. Januar 1833, S. 499–500.
14. ↑  Jos. Klein: Der sibirische Pelzhandel und seine Bedeutung für die Eroberung Sibiriens. Inaugural-Dissertation zur Erlangung der Doktorwürde der Rheinischen Friedrich-Humboldt-Universität Bonn, 1900, S. 63. Primärquelle v. Baer, S. 213 f.
15. ↑  Alexander Lachmann: Die Pelzthiere. Ein Handbuch für Kürschner und Rauchwaarenhändler. Baumgärtner's Buchhandlung, Leipzig 1852, S. 78.
16. ↑  Max Bachrach: Fur. A Practical Treatise. Verlag Prentice-Hall, New York 1936, S. 210. (englisch)
17. ↑  Frank Grover: Practical Fur Cutting and Furriery. The Technical Press, London 1936, S. 39. (englisch)
18. ↑  Redaktion: Hohe Katzenfellpreise in Dänemark. In: Der Rauchwarenmarkt. Nr. 2, Leipzig, Februar 1944, S. 5.
19. 1 2 3 4  Friedrich Lorenz: Rauchwarenkunde. 4. Auflage. Volk und Wissen, Berlin 1958, S. 68–70.
20. ↑  Paul Schöps, Leopold Hermsdorf, Richard König: Das Sortiment von Rauchwaren. Hermelin-Verlag Dr. Paul Schöps, Leipzig/Berlin 1949, S. 12.
21. ↑  Alexander Tuma: Pelz-Lexikon. Pelz- und Rauhwarenkunde, Band XVIII. Alexander Tuma, Wien 1949, S. 63–64, Stichwort „Genotten“.
22. ↑  Johann Christian Schedel, überarbeitet von D. Johann Heinrich Moritz Proppe: Waaren-Lexikon. 4. Auflage. Offenbach/Main 1814. Suchwort „Katze“.
23. 1 2 3 4 5  
Marcus Petersen: Petersen's Fur Traders Lexicon. Petersen & Chandless, New York 1920, S. 12.
24. 1 2  
Redaktion: Farbfuchsimitationen auf Katze. In: Der Rauchwarenmarkt. Nr. 77, Leipzig, 2. Oktober 1935, S. 3.
25. 1 2  
Emil Brass: Aus dem Reiche der Pelze. 1. Auflage. Verlag der „Neuen Pelzwaren-Zeitung und Kürschner-Zeitung“, Berlin 1911, S. 419–421.
26. 1 2 3 4  
Emil Brass: Aus dem Reiche der Pelze. 2., verbesserte Auflage. Verlag der „Neuen Pelzwaren-Zeitung und Kürschner-Zeitung“, Berlin 1925, S. 505–508.
27. ↑  George R. Cripps: About Furs. Daily Post Printers, Liverpool 1913, S. 58. (englisch) (Inhaltsverzeichnis).
28. ↑  Richard König: Ein interessanter Vortrag (Referat über den Handel mit chinesischen, mongolischen, mandschurischen und japanischen Rauchwaren). In: Die Pelzwirtschaft. Nr. 47, 1952, S. 50.
29. ↑  Paul Schöps u. a.: Der Materialbedarf für Pelzbekleidung. In: Das Pelzgewerbe. Jg. XVI / Neue Folge, Nr. 1, Hermelin-Verlag Dr. Paul Schöps, Berlin u. a. 1965, S. 7–12.
30. ↑  David G. Kaplan: World of Furs. Fairchield Publications, New York 1974, S. 159 (englisch).
31. ↑  D. Johann Heinrich Moritz Poppe: Johann Christian Schedels neues und vollständiges Waaren-Lexikon. Zweiter Teil: M bis Z. Vierte durchaus verbesserte [...] Auflage. Verlag Carl Ludwig Brede, Offenbach am Mayn 1814, S. 527–528.